# Мотидзуки, Синтаро
Синтаро Мотидзуки (яп. 望月 慎太郎 ; род. 2 июня 2003, Кавасаки, Канагава) — японский профессиональный теннисист.

## Спортивная карьера
Мотидзуки выиграл титул чемпиона Уимблдона среди юношей в одиночном разряде в 2019 году, став первым японцем, достигшим финала турнира Большого шлема среди юниоров в одиночном разряде. В сентябре того же года он привел японскую команду к победе на юниорском Кубке Дэвиса.
В феврале 2021 года Мотидзуки дебютировал в основной сетке турнира ATP, получив wildcard на Открытый чемпионат Сингапура по теннису, где проиграл в первом раунде Алтугу Челикбилеку в двух сетах подряд.
В марте 2021 года Синтаро прошел квалификацию для участия в своем первом турнире из серии ATP Masters 1000 на Открытом чемпионате Майами.
Мотидзуки завоевал свой первый в истории трофей на профессиональном уровне, выиграв Открытый турнир Città della Disfida Challenger в Барлетте в Италии. В финале победил аргентинца Сантьяго Родригеса Таверну в двух сетах.
В июле 2023 года японец дебютировал на турнирах Большого шлема. Победив в квалификации он сыграл Уимблдонском турнире, но проиграл в первом раунде 16-му сеяному Томми Полу.
Получил wildcard на турнир ATP 500 Открытый чемпионат Японии 2023, Мотидзуки выиграл свой первый матч на уровне ATP тура, обыграв Томаса Мартина Этчеверри в двух сетах. Затем он победил первого сеяного Тейлора Фрица и вышел в свой первый четвертьфинал. В четвертьфинале он победил Алексея Попырина и вышел в свой первый в истории полуфинал. Синтаро стал первым полуфиналистом токийского турнира с самым низким рейтингом — 479-м номером. В полуфинале уступил Аслану Карацеву.
В январе 2024 года дебютировал в основной сетке Открытого чемпионата Австралии, получив право в качестве лаки-лузера. В первом раунде проиграл Томашу Махачу.
В мае 2024 года, на Открытом чемпионате Франции по теннису, Мотидзуки, победив в квалификации, дебютировал в основной сетке турнира. В первом раунде уступил восьмому сеянному Хуберту Хуркачу в пяти сетах. 

## Рейтинг на конец года
| Год  | Одиночный рейтинг | Парный рейтинг |
| 2023 | 137               | 429            |
| 2022 | 319               | 766            |
| 2021 | 387               | 440            |
| 2020 | 631               | 395            |
| 2019 | 841               | 962            |
| 2018 | 418               | 0              |
| 2017 | 961               | 1138           |
| 2016 | 1759              | 0              |

## Выступления на турнирах

### Финалы турнировATPв одиночном разряде (0)

#### Поражения (0)
| Легенда                     |
| --------------------------- |
| Турниры Большого шлема (0)* |
| Итоговый турнир ATP (0)     |
| ATP Мастерс 1000 (0)        |
| АТР 500 (0)                 |
| АТР 250 (0)                 |

| Титулы по покрытиям | Титулы по месту проведения матчей турнира |
| ------------------- | ----------------------------------------- |
| Хард (0)            | Зал (0)                                   |
| Грунт (0)           | Зал (0)                                   |
| Трава (0)           | Открытый воздух (0)                       |
| Ковёр (0)           | Открытый воздух (0)                       |

* количество побед в одиночном разряде.